# 蒂姆·沙利文
蒂姆·沙利文（英語：Tim Sullivan，1975年9月16日—），澳大利亚男子田径运动员。他曾代表澳大利亚参加2000年、2004年、2008年和2012年夏季残疾人奥林匹克运动会田径比赛，获得十枚金牌。